# مونژورون
شهر مونژورون (به فرانسوی: مونژورون) در شهرستان اسون در ناحیه ایل-دو-فرانس با جمعیت ۲۳٬۱۰۵ نفر در کشور فرانسه واقع شده است